# 칸타로스

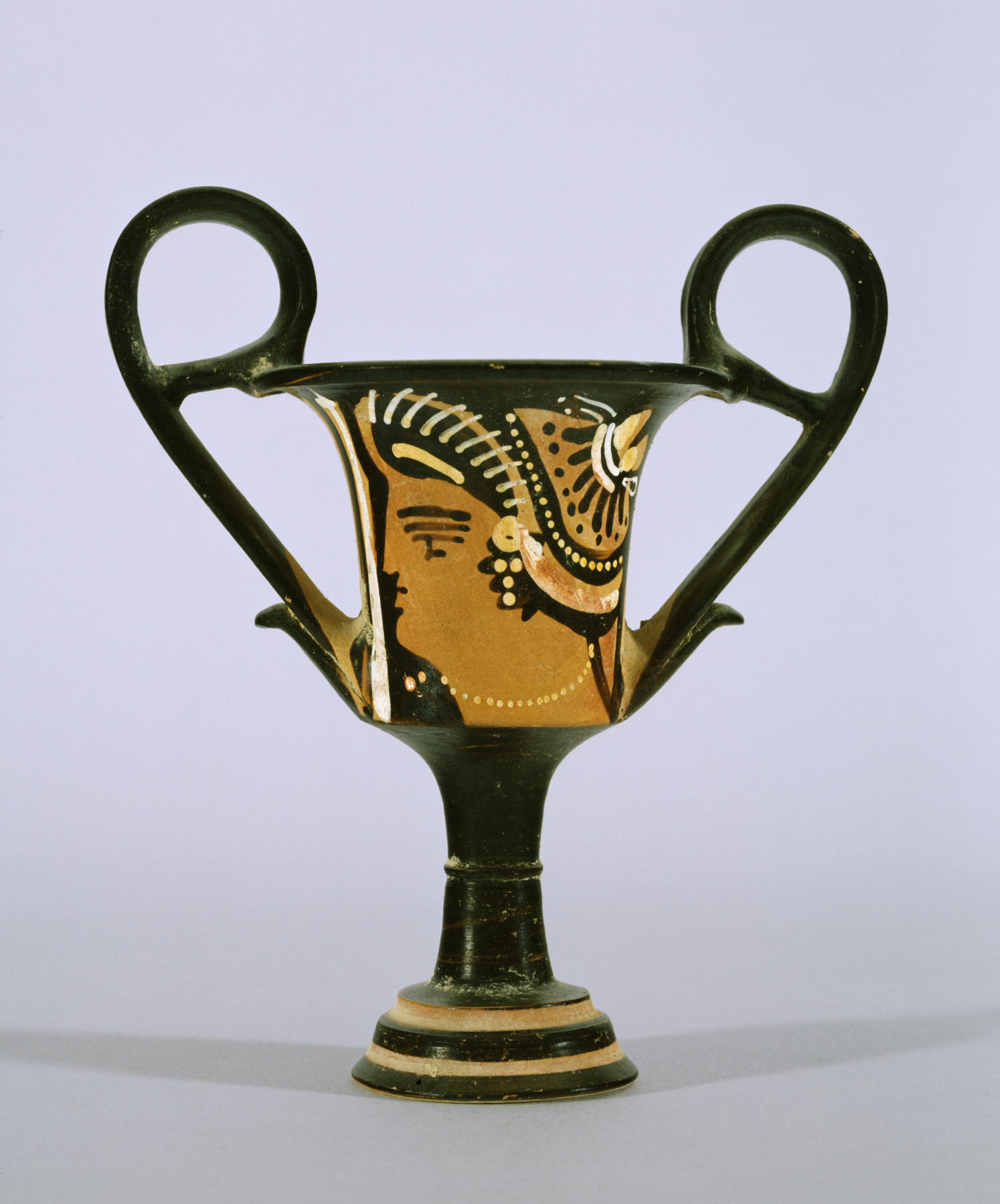

칸타로스(Kantharos)는 음용을 위해 사용된 고대 그리스의 컵이다. 오늘날까지 남아있는 칸타로스 대부분 견본들이 그리스 도자기에 속하지만, 다른 그리스 용기들과 마찬가지로 모양은 금속 가공물에서 기원하는 것으로 추정한다.
칸타로스는 포도주를 담기 위해 사용된 컵으로, 단순 음용 목적뿐 아니라 의식과 희생물을 위해 사용되었을 가능성이 있다. 칸타로스는 초목과 생식능력과 관련한 포도주의 신 디오니소스의 특성을 담고 있는 것으로 보인다.